# Convenio sobre la edad mínima
El Convenio sobre la edad mínima de admisión al empleo es un convenio adoptado en 1973 por la Organización Internacional del Trabajo.
Al ratificar el Convenio n.º 138 —uno de los ocho convenios fundamentales de la OIT— un Estado se compromete a tomar medidas para alcanzar la abolición efectiva del trabajo infantil y elevar progresivamente la edad mínima de admisión al empleo o al trabajo. El Convenio n.º 138 sustituyó a varios convenios similares de la OIT en campos de trabajo específicos.

## Edades mínimas
Los países pueden determinar libremente la edad mínima de admisión al empleo, a partir de una edad mínima de 15 años. Una declaración de 14 años también es posible a condición de que sea para un período especificado. Las leyes también pueden permitir el trabajo ligero para los adolescentes de 13-15 años, a condición de que no perjudique su salud o el trabajo escolar. La edad mínima de 18 años ha sido especificado para «trabajos que, por su naturaleza o las condiciones en que se realizan, puedan resultar peligrosos para la salud, la seguridad o la moralidad de los menores». La determinación del tipo de trabajo y de las excepciones sólo es posible mediante consultas tripartitas, si este sistema existe en el país ratificador.

## Efecto sobre otros convenios
Este convenio es una revisión de varios convenios para trabajadores en campos específicos. A la entrada en vigor, se cerró la ratificación de algunos de estos convenios. Además, la ratificación de este convenio resultó automáticamente en la denuncia de los convenios anteriores. A continuación se incluye una listado de los convenios anteriores sobre la edad mínima de la OIT:
| Código OIT | campo                           | fecha redacción         | entrada en vigor         | cierre para firma       | Partes (abril de 2011) | Denuncias (septiembre de 2011) | convenio modificador                              | texto y ratificaciones |
| ---------- | ------------------------------- | ----------------------- | ------------------------ | ----------------------- | ---------------------- | ------------------------------ | ------------------------------------------------- | ---------------------- |
| C5         | Industria                       | 28 de noviembre de 1919 | 13 de junio de 1921      | N.A.                    | 2                      | 70                             | C59, este convenio                                | Texto, ratificaciones  |
| C7         | Mar                             | 7 de julio de 1920      | 27 de septiembre de 1921 | N.A.                    | 3                      | 50                             | C58, este convenio, CTM                           | Texto, ratificaciones  |
| C10        | Agricultura                     | 16 de noviembre de 1921 | 31 de agosto de 1923     | N.A.                    | 4                      | 51                             | este convenio                                     | Texto, ratificaciones  |
| C15        | Pañoleros y fogoneros           | 11 de noviembre de 1921 | 20 de noviembre de 1922  | N.A.                    | 9                      | 60                             | este convenio                                     | Texto, ratificaciones  |
| C33        | Empleo no industrial (revisado) | 30 de abril de 1932     | 6 de junio de 1935       | 29 de diciembre de 1950 | 2                      | 23                             | C60, este convenio                                | Texto, ratificaciones  |
| C58        | Mar (revisado)                  | 24 de octubre de 1936   | 11 de abril de 1939      | N.A.                    | 15                     | 36                             | este convenio, CTM                                | Texto, ratificaciones  |
| C59        | Industria (revisado)            | 22 de junio de 1937     | 21 de febrero de 1941    | 19 de junio de 1976     | 9                      | 27                             | este convenio                                     | Texto, ratificaciones  |
| C60        | Empleo no industrial            | 22 de junio de 1937     | 29 de diciembre de 1950  | N.A.                    | 0                      | 11                             | este convenio                                     | Texto, ratificaciones  |
| C112       | Pescadores                      | 19 de junio de 1959     | 7 de noviembre de 1961   | N.A.                    | 8                      | 21                             | este convenio, Convenio sobre trabajo en la pesca | Texto, ratificaciones  |
| C123       | Trabajo subterráneo             | 22 de junio de 1965     | 10 de noviembre de 1967  | N.A.                    | 22                     | 19                             | este convenio                                     | Texto, ratificaciones  |

## Ratificación
La entrada en vigor del convenio se produjo un año tras la deposición de las dos primeras ratificaciones (Cuba y Libia). Hasta junio de 2020, 173 países han ratificado el convenio. El tratado entra en vigor en un país un año después de la ratificación. El tratado puede ser denunciado cada 10 años en el año después de que hayan pasado 10 años (por ej., 19 de junio de 2016 – 19 de junio de 2017).
| País                                                                | Fecha                    | Edad mínima (años) |
| ------------------------------------------------------------------- | ------------------------ | ------------------ |
| Afganistán                                                          | 7 de abril de 2010       | 14                 |
| Albania                                                             | 16 de febrero de 1998    | 16                 |
| Argelia                                                             | 30 de abril de 1984      | 16                 |
| Angola                                                              | 13 de junio de 2001      | 14                 |
| Antigua y Barbuda                                                   | 17 de marzo de 1983      | 16                 |
| Argentina                                                           | 11 de noviembre de 1996  | 16                 |
| Armenia                                                             | 27 de enero de 2006      | 16                 |
| Austria                                                             | 18 de septiembre de 2000 | 15                 |
| Azerbaiyán                                                          | 19 de mayo de 1992       | 16                 |
| Bahamas                                                             | 31 de octubre de 2001    | 14                 |
| Baréin                                                              | 7 de marzo de 2012       | 15                 |
| Barbados                                                            | 4 de enero de 2000       | 15                 |
| Bielorrusia (como la República Socialista Soviética de Bielorrusia) | 3 de mayo de 1979        | 16                 |
| Bélgica                                                             | 19 de abril de 1988      | 15                 |
| Belice                                                              | 6 de marzo de 2000       | 14                 |
| Benín                                                               | 11 de junio de 2001      | 14                 |
| Birmania                                                            | 8 de junio de 2020       | 14                 |
| Bolivia                                                             | 11 de junio de 1997      | 14                 |
| Bosnia y Herzegovina                                                | 2 de junio de 1993       | 15                 |
| Botsuana                                                            | 5 de junio de 1997       | 14                 |
| Brasil                                                              | 28 de junio de 2001      | 16                 |
| Brunéi                                                              | 17 de junio de 2011      | 16                 |
| Bulgaria                                                            | 23 de abril de 1980      | 16                 |
| Burkina Faso                                                        | 11 de febrero de 1999    | 15                 |
| Burundi                                                             | 19 de julio de 2000      | 16                 |
| Camboya                                                             | 23 de agosto de 1999     | 14                 |
| Camerún                                                             | 13 de agosto de 2001     | 14                 |
| Cabo Verde                                                          | 7 de febrero de 2011     | 15                 |
| República Centroafricana                                            | 28 de junio de 2000      | 14                 |
| Chad                                                                | 21 de marzo de 2005      | 14                 |
| Chile                                                               | 1 de febrero de 1999     | 15                 |
| República Popular China                                             | 28 de abril de 1999      | 16                 |
| Colombia                                                            | 2 de febrero de 2001     | 14                 |
| Comoras                                                             | 17 de marzo de 2004      | 15                 |
| República del Congo                                                 | 26 de noviembre de 1999  | 14                 |
| Costa Rica                                                          | 11 de junio de 1976      | 15                 |
| Côte d'Ivoire                                                       | 7 de febrero de 2003     | 14                 |
| Croacia                                                             | 8 de octubre de 1991     | 15                 |
| Cuba                                                                | 7 de marzo de 1975       | 15                 |
| Chipre                                                              | 2 de octubre de 1997     | 15                 |
| República Checa                                                     | 26 de abril de 2007      | 15                 |
| República Democrática de Congo                                      | 20 de junio de 2001      | 14                 |
| Dinamarca                                                           | 13 de noviembre de 1997  | 15                 |
| Yibouti                                                             | 14 de junio de 2005      | 16                 |
| Dominica                                                            | 27 de septiembre de 1983 | 15                 |
| República Dominicana                                                | 15 de junio de 1999      | 14                 |
| Ecuador                                                             | 19 de septiembre de 2000 | 14                 |
| Egipto                                                              | 9 de junio de 1999       | 14                 |
| El Salvador                                                         | 23 de enero de 1996      | 14                 |
| Guinea Ecuatorial                                                   | 12 de junio de 1985      | 14                 |
| Eritrea                                                             | 22 de febrero de 2000    | 14                 |
| Estonia                                                             | 15 de marzo de 2007      | 15                 |
| Etiopía                                                             | 27 de mayo de 1999       | 14                 |
| Fiyi                                                                | 3 de enero de 2003       | 15                 |
| Finlandia                                                           | 13 de enero de 1976      | 15                 |
| Francia                                                             | 13 de julio de 1990      | 16                 |
| Gabón                                                               | 25 de octubre de 2010    | 16                 |
| Gambia                                                              | 4 de septiembre de 2000  | 14                 |
| Ghana                                                               | 6 de junio de 2011       | 15                 |
| Georgia                                                             | 23 de septiembre de 1996 | 15                 |
| Alemania                                                            | 8 de abril de 1976       | 15                 |
| Grecia                                                              | 14 de marzo de 1986      | 15                 |
| Grenada                                                             | 14 de mayo de 2003       | 16                 |
| Guatemala                                                           | 27 de abril de 1990      | 14                 |
| Guinea                                                              | 6 de junio de 2003       | 16                 |
| Guinea-Bisáu                                                        | 5 de marzo de 2009       | 14                 |
| Guyana                                                              | 15 de abril de 1998      | 15                 |
| Haití                                                               | 5 de marzo de 2009       | 14                 |
| Honduras                                                            | 9 de junio de 1980       | 14                 |
| Hungría                                                             | 28 de mayo de 1998       | 16                 |
| Islandia                                                            | 6 de diciembre de 1999   | 15                 |
| Indonesia                                                           | 7 de junio de 1999       | 15                 |
| Irak                                                                | 13 de febrero de 1985    | 15                 |
| Irlanda                                                             | 22 de junio de 1978      | 16                 |
| Israel                                                              | 21 de junio de 1979      | 15                 |
| Italia                                                              | 28 de julio de 1981      | 15                 |
| Jamaica                                                             | 13 de octubre de 2003    | 15                 |
| Japón                                                               | 5 de junio de 2000       | 15                 |
| Jordania                                                            | 23 de marzo de 1998      | 16                 |
| Kazajistán                                                          | 18 de mayo de 2001       | 16                 |
| Kenia                                                               | 9 de abril de 1979       | 16                 |
| Kiribati                                                            | 17 de junio de 2009      | 14                 |
| Corea del Sur                                                       | 28 de enero de 1999      | 15                 |
| Kuwait                                                              | 15 de noviembre de 1999  | 15                 |
| Kirguistán                                                          | 31 de marzo de 1992      | 16                 |
| Laos                                                                | 13 de junio de 2005      | 14                 |
| Letonia                                                             | 2 de junio de 2006       | 15                 |
| Líbano                                                              | 10 de junio de 2003      | 14                 |
| Lesoto                                                              | 14 de junio de 2001      | 15                 |
| Libia                                                               | 19 de junio de 1975      | 15                 |
| Lituania                                                            | 22 de junio de 1998      | 16                 |
| Luxemburgo                                                          | 24 de marzo de 1977      | 15                 |
| Macedonia                                                           | 17 de noviembre de 1991  | 15                 |
| Madagascar                                                          | 31 de mayo de 2000       | 15                 |
| Malawi                                                              | 19 de noviembre de 1999  | 14                 |
| Malasia                                                             | 9 de septiembre de 1997  | 15                 |
| Maldivas                                                            | 4 de enero de 2013       | 16                 |
| Malí                                                                | 11 de marzo de 2002      | 15                 |
| Malta                                                               | 9 de junio de 1988       | 16                 |
| Mauritania                                                          | 3 de diciembre de 2001   | 14                 |
| Mauricio                                                            | 30 de julio de 1990      | 15                 |
| México                                                              | 10 de junio de 2015      | 15                 |
| Moldavia                                                            | 21 de septiembre de 1999 | 16                 |
| Montenegro                                                          | 3 de junio de 2006       | 15                 |
| Mongolia                                                            | 16 de diciembre de 2002  | 15                 |
| Marruecos                                                           | 6 de enero de 2000       | 15                 |
| Mozambique                                                          | 16 de junio de 2003      | 15                 |
| Namibia                                                             | 15 de noviembre de 2000  | 14                 |
| Nepal                                                               | 30 de mayo de 1997       | 14                 |
| Países Bajos (Territorio europeo)                                   | 14 de septiembre de 1976 | 15                 |
| Países Bajos (Aruba)                                                | 18 de febrero de 1986    | 15                 |
| Nicaragua                                                           | 2 de noviembre de 1981   | 14                 |
| Níger                                                               | 4 de diciembre de 1978   | 14                 |
| Nigeria                                                             | 2 de octubre de 2002     | 15                 |
| Noruega                                                             | 8 de julio de 1980       | 15                 |
| Omán                                                                | 21 de julio de 2005      | 15                 |
| Pakistán                                                            | 6 de julio de 2006       | 14                 |
| Panamá                                                              | 31 de octubre de 2000    | 14                 |
| Papúa Nueva Guinea                                                  | 2 de junio de 2000       | 16                 |
| Paraguay                                                            | 3 de marzo de 2004       | 14                 |
| Perú                                                                | 13 de noviembre de 2002  | 14                 |
| Filipinas                                                           | 4 de junio de 1998       | 15                 |
| Polonia                                                             | 22 de marzo de 1978      | 15                 |
| Portugal                                                            | 20 de mayo de 1998       | 16                 |
| Catar                                                               | 3 de enero de 2006       | 16                 |
| Rumania                                                             | 19 de noviembre de 1975  | 16                 |
| Rusia (como Unión Soviética)                                        | 3 de mayo de 1979        | 16                 |
| Ruanda                                                              | 15 de abril de 1981      | 14                 |
| San Cristóbal y Nieves                                              | 3 de junio de 2005       | 16                 |
| San Vicente y las Granadinas                                        | 25 de julio de 2006      | 14                 |
| Samoa                                                               | 29 de octubre de 2008    | 15                 |
| San Marino                                                          | 1 de febrero de 1995     | 16                 |
| Santo Tomé y Príncipe                                               | 4 de mayo de 2005        | 14                 |
| Arabia Saudita                                                      | 2 de abril de 2014       | 15                 |
| Senegal                                                             | 15 de diciembre de 1999  | 15                 |
| Serbia (como Serbia y Montenegro)                                   | 24 de noviembre de 2000  | 15                 |
| Seychelles                                                          | 7 de marzo de 2000       | 15                 |
| Sierra Leone                                                        | 13 de junio de 2011      | 16                 |
| Singapur                                                            | 7 de noviembre de 2005   | 15                 |
| Eslovaquia                                                          | 29 de septiembre de 1997 | 15                 |
| Eslovenia                                                           | 29 de mayo de 1992       | 15                 |
| Islas Salomón                                                       | 22 de abril de 2013      | 14                 |
| Sudáfrica                                                           | 30 de marzo de 2000      | 16                 |
| Sudán del Sur                                                       | 29 de abril de 2012      | 14                 |
| España                                                              | 16 de mayo de 1977       | 16                 |
| Sri Lanka                                                           | 11 de febrero de 2000    | 14                 |
| Sudán                                                               | 7 de marzo de 2003       | 14                 |
| Suazilandia                                                         | 23 de octubre de 2002    | 15                 |
| Suecia                                                              | 23 de abril de 1990      | 15                 |
| Suiza                                                               | 17 de agosto de 1999     | 15                 |
| Siria                                                               | 18 de septiembre de 2001 | 15                 |
| Tayikistán                                                          | 26 de noviembre de 1993  | 16                 |
| Tanzania                                                            | 16 de diciembre de 1998  | 14                 |
| Tailandia                                                           | 11 de mayo de 2004       | 15                 |
| Togo                                                                | 16 de marzo de 1984      | 14                 |
| Trinidad y Tobago                                                   | 3 de septiembre de 2004  | 16                 |
| Tunes                                                               | 19 de octubre de 1995    | 16                 |
| Turquía                                                             | 30 de octubre de 1998    | 15                 |
| Turkmenistán                                                        | 27 de marzo de 2012      | 16                 |
| Uganda                                                              | 25 de marzo de 2003      | 14                 |
| Ucrania (como la República Socialista Soviética de Ucrania)         | 3 de mayo de 1979        | 16                 |
| Emiratos Árabes Unidos                                              | 2 de octubre de 1998     | 15                 |
| Reino Unido                                                         | 7 de junio de 2000       | 16                 |
| Uruguay                                                             | 2 de junio de 1977       | 15                 |
| Uzbekistán                                                          | 6 de marzo de 2009       | 15                 |
| Vanuatu                                                             | 24 de junio de 2019      | 14                 |
| Venezuela                                                           | 15 de julio de 1987      | 14                 |
| Vietnam                                                             | 24 de junio de 2003      | 15                 |
| Yemen                                                               | 15 de junio de 2000      | 14                 |
| Zambia                                                              | 9 de febrero de 1976     | 15                 |
| Zimbabue                                                            | 6 de junio de 2000       | 14                 |